# Karyizawa Yonex Open 2012
Il Karyizawa Yonex Open 2012 è stato un torneo di tennis facente parte della categoria ITF Women's Circuit nell'ambito dell'ITF Women's Circuit 2012. Il torneo si è giocato a Karuizawa in Giappone dal 21 al 27 maggio 2012 su campi in erba e aveva un montepremi di $25,000.

## Vincitori

### Singolare
Marta Sirotkina ha battuto in finale  Junri Namigata con il punteggio di 6–4, 2–6, 6–4

### Doppio
Hsieh Shu-ying /  Kumiko Iijima hanno battuto in finale  Samantha Murray /  Emily Webley-Smith con il punteggio di 3–6, 7–6(8–6), [10–1]